# Quercus lusitanica
El Quercus lusitanica, és una espècie de roure originària del Marroc, Portugal i Espanya. El Q. lusitanica és la font de gales comercials. Aquestes gales són produïdes per la infecció de l'insecte Cynips quercusfolii. S'empren per tenyir.